# ミナ・ミヤトビッチ
ミナ・ミヤトビッチ（Mina Mijatović, 2001年10月16日 - ）は、セルビアの女子バレーボール選手。セルビア代表。

## 来歴

### クラブチーム
チャチャク出身。2017年、OK Tentに入団。8年間プレーし、セルビア国内リーグでは優勝1回、準優勝2回の成績を残した。2023/24シーズンにはセルビア国内リーグでベストアウトサイドヒッター賞を受賞した。2025年6月、トルコのアイドゥン・ブユクシェヒル・ベレディイェスポルとの3年契約に合意したと発表された。

### 代表チーム
アンダーカテゴリーの代表として2018年、U-19欧州選手権に出場した。2022年、シニア代表に初選出され、同年6月のネーションズリーグでデビューした。2024年、ネーションズリーグに出場した。

## 球歴
- ネーションズリーグ - 2022年、2024年、2025年

## 受賞歴
- 2024年 - 2023/24セルビア国内リーグ ベストアウトサイドヒッター賞

## 所属クラブ
- OK Tent（2017-2025年）
- アイドゥン・ブユクシェヒル・ベレディイェスポル（2025年-）